# Uloborus lugubris
Uloborus lugubris es una especie de araña araneomorfa del género Uloborus, familia Uloboridae. Fue descrita científicamente por Thorell en 1895.
Habita en Birmania.